# Comcast Center
Comcast Center – wieżowiec znajdujący się w centrum Filadelfii, obecnie najwyższy budynek w mieście i całej Pensylwanii. Przed wybudowaniem go najwyższym wieżowcem w mieście był wieżowiec One Liberty Place, jednak 14 czerwca 2007 roku budynek Comcast Center przerósł go.
Wieżowiec wznosi się na wysokość 297,2 m i posiada 57 kondygnacji. Zajmuje 12. miejsce na liście najwyższych drapaczy chmur w Stanach Zjednoczonych. Biurowiec został oddany do użytku 8 czerwca 2008 roku, całkowity koszt budowy wyniósł ok. 550 milionów dolarów.
Głównym użytkownikiem jest Comcast Corporation, amerykańska firma telekomunikacyjna.